# Вознесение Пресвятой Девы Марии (картина Рубенса)
«Вознесение Пресвято́й Де́вы Мари́и» — картина Питера Пауля Рубенса, написанная в 1626 году в качестве запрестольного образа для так называемого высокого алтаря Собора Богоматери в Антверпене, Антверпен, где она и находится по сей день.
В соответствии с новозаветными апокрифами, мать Иисуса, Мария, была телесно принята (вознесена) на небеса после смерти. На картине Рубенса изображено Вознесение Девы Марии, хор ангелов поднимает Её в спиралевидном вращении к сиянию божественного света. Вокруг Её гробницы собрались Двенадцать апостолов — одни с поднятыми руками в печальном благоговении, другие простирают руки к небесам в надежде прикоснуться к Её исчезающему савану. Женщины, изображённые на картине, как считается, Мария Магдалина и две сестры Девы Марии. Находясь на коленях, одна из женщин держит цветок, показывая, что живые цветы чудесным образом заполняют пустую гробницу.
Собор Богоматери в Антверпене открыл конкурс на алтарь Успения в 1611 году. Все прочие превзошли эскизы Рубенса, представленные духовенству 16 февраля 1618 года. В сентябре 1626 года, 15 лет спустя, художник завершил работу.
Существует меньшая студийная версия картины (с некоторыми отличиями), хранящаяся в Национальной галерее искусств, Вашингтон.